# Contea di Green (Wisconsin)
La contea di Green (in inglese, Green County) è una contea dello Stato del Wisconsin, negli Stati Uniti. La popolazione al censimento del 2000 era di 33 647 abitanti. Il capoluogo di contea è Monroe.